# Hermatobates
Hermatobates ist eine Gattung der Wanzen. Sie ist die einzige Gattung der Familie Hermatobatidae innerhalb der Teilordnung Gerromorpha und eine der wenigen rein marin lebenden Insektengruppen.

## Merkmale
Die Wanzen werden 2,7 bis 4,0 Millimeter lang. Ihr Körper ist eiförmig und erinnert an aptere (flügellose) Wasserläufer mit kurzem Körper. Sie sind schwarz bis dunkelbraun gefärbt. Die Tiere sind gut an ein Leben im Meer angepasst und haben große Facettenaugen für das Sehen im Wasser und kräftige Klauen für das Festklammern an Felsen in der Gezeitenzone.
Der Körper und auch die relativ kurzen Extremitäten sind mit kurzen, samtigen Haaren überzogen. Der sehr breite Kopf ist nach unten gerichtet. Punktaugen (Ocelli) fehlen. Die Fühler sind ziemlich lang, wobei das zweite Glied am längsten ist. Sie lenken ziemlich knapp nebeneinander und weit entfernt vom Vorderrand der Facettenaugen ein. Das Pronotum ist sehr kurz. Meso- und Metanotum sind verwachsen und reichen bei den Männchen bis über den Hinterleib. Bei den Weibchen ist das Mesonotum seitlich mit Loben versehen. Die Duftdrüsenöffnungen am Metathorax sind unter dem Rand des Metasternums verdeckt. Alle bisher bekannten Arten sind apter (flügellos). Das erste Beinpaar ist kurz und kräftig. Die der Männchen sind verdickt, was vermutlich dem besseren Packen des Weibchens dient. Die schlanken aber kräftigen Klauen entspringen am ersten Beinpaar knapp vor, bei den übrigen Beinen direkt an Spitze der Tarsen. Alle Beine haben drei Tarsenglieder, wobei das erste Glied sehr kurz ist. Alle Hüften (Coxen) sind horizontal orientiert und nach hinten gerichtet. Der Hinterleib ist stark modifiziert und stark verkürzt. Viele Terga und Sterna sind insbesondere bei den Weibchen verwachsen. Die Duftdrüsenöffnungen befinden sich bei den Nymphen am Tergit des vierten Hinterleibssegments. Der Ovipositor der Weibchen ist im Vergleich zu anderen Arten der Gerromorpha stark zurückgebildet. Die Pygophore der Männchen ist kugelig und gedreht, sodass die Öffnung dorsal liegt.

## Vorkommen und Lebensweise
Die meisten bekannten Arten der Gattung sind im Indischen oder im Pazifischen Ozean verbreitet. Nur eine Art, Hermatobates bredini, ist von den Westindischen Inseln bekannt. Die Wanzen besiedeln Korallenriffe und Felsen im Meer. Bei Flut ziehen sie sich in eine Luftblase zurück und kommen zum Fressen bei Ebbe wieder hervor. Diejenigen, die es vor der Flut nicht rechtzeitig in eine Luftblase schaffen, können jedoch die Flut auf der Wasseroberfläche überstehen. Sie bewegen sich auf dieser sehr schnell und können auch beachtlich weit springen. Die Entwicklung erfolgt mit nur vier Nymphalstadien.

## Taxonomie und Systematik
Carpenter beschrieb die Gruppe 1892 als Gattung der Wasserläufer (Gerridae). Coutiere & Martin erhoben sie 1901 in den Rang einer Unterfamilie (Hermatobatinae). Erst 1965 erhielt das Taxon durch Poisson den bis heute anerkannten Familienrang. Vermutlich ist sie die Schwestergruppe des Taxons Bachläufer (Veliidae) + Wasserläufer (Gerridae). Lange Zeit existierte lediglich eine kleine Anzahl Belegexemplare der Familie, da die Tiere trotz intensiver Suche nur sehr selten gefunden wurden. Neun Arten wurden lediglich anhand von 14 Tieren erstbeschrieben. John T. Polhemus und Dan A. Polhemus versuchten diesen Umstand zu ändern und widmeten sich intensiv dieser Tiergruppe. In mehreren Jahren langer Arbeit an 50 Orten in 20 Staaten der Welt konnten sie schließlich bis 2012 über 1000 Exemplare fangen und die Forschung an den Tieren damit stark vorantreiben. Sie entdeckten dabei außerdem zwei neue Arten der Gattung.
Folgende 12 Arten werden der Gattung und Familie zugerechnet:
- Hermatobates haddoni Carpenter, 1892, Syn.: H. walkeri China, 1957 (nördliche und westliche Küste Australiens und angrenzende Inseln)
- Hermatobates hawaiiensis China, 1956 (Hawaii)
- Hermatobates bredini Herring, 1965 (Inseln der Karibik)
- Hermatobates tiarae Herring, 1965 (Ostpazifik südlich des Äquators)
- Hermatobates palmyra Polhemus & Polhemus, 2012 (Palmyra-Atoll und Pagan)
- Hermatobates djiboutensis, Coutière & Martin, 1901 (westlicher Indischer Ozean)
- Hermatobates singaporensis Cheng, 1976 (Straße von Malakka und nördlich gelegene Küstenabschnitte)
- Hermatobates weddi China, 1957 (Australien, Neukaledonien, Papua-Neuguinea, Osttimor, Indonesien, Tonga, Fiji und Salomonen)
- Hermatobates marchei Coutiére & Martin, 1901 (Philippinen, Karolinen, Neuguinea)
- Hermatobates kula Polhemus & Polhemus, 2006 (äußerster Osten Neuguineas und die östlich davon liegenden Inseln)
- Hermatobates armatus Andersen & Weir, 2000 (Chesterfieldinseln)
- Hermatobates schuhi Polhemus & Polhemus, 2012 (Tokara-Inseln, Ryūkyū-Inseln)

## Belege